# 마이클 셔머
마이클 셔머(영어: Michael Brant Shermer, 1954년 9월 8일 ~ )는 미국의 작가이다.

## 주요 저서
- 왜 사람들은 이상한 것을 믿는가
- 왜 다윈이 중요한가
- 과학의 변경지대